# Nótt
Nótt je personifikacija noći u nordijskoj mitologiji, čije ime jednostavno znači „noć” te se pojavljuje u nordijskoj literaturi i kao opća imenica. Zamišljena je kao žena koja se vozi nebom u kočiji koju vuče konj Hrímfaxi.
U Vafþrúðnismálu (dio Starije Edde), div Vafþrúðnir govori bogu Odinu da je Nörvi Nóttin otac. U Alvíssmálu, patuljak Alvíss odgovara Thoru na njegovo pitanje o tome kako različita bića zovu Nótt — ljudi ju zovu „noć”, bogovi „tama”, divovi „ne-svjetlo”, vilenjaci „radost spavanja”, a patuljci „božica sna”.
U Mlađoj Eddi, Nótt je spomenuta u Gylfaginningu, gdje je opisana kao kći diva Narfija. Nótt se prvo udala za Naglfarija te je njihov sin Auðr, dok je drugi Nóttin muž Annar, kojem je rodila kćer Jörð (personifikacija Zemlje). Prema najstarijem sačuvanom rukopisu Gylfaginninga, Jörð se udala za boga Dellingra te je njihov sin Dagr, no drugi rukopisi spominju da je Dellingr još jedan Nóttin muž te da je Nótt majka Dagra („dan”).